# Byki (Dźwierzuty)
Byki (deutsch Friedrikenberg) ist eine Ortsstelle in der polnischen Woiwodschaft Ermland-Masuren und gehört zur Gmina Dźwierzuty (Landgemeinde Mensguth) im Powiat Szczycieński (Kreis Ortelsburg).
Byki liegt in der südlichen Mitte der Woiwodschaft Ermland-Masuren, 18 Kilometer nordwestlich der Kreisstadt Szczytno (deutsch Ortelsburg).
Bis 1945 war das Vorwerk Friedrikenberg ein Wohnplatz in der Gemeinde Malschöwen (polnisch Malszewko) im ostpreußischen Kreis Ortelsburg. 1945 kam der kleine Ort in Kriegsfolge mit dem gesamten südlichen Ostpreußen zu Polen und erhielt die polnische Namensform „Byki“. Heute ist Byki eine Ortsstelle ohne Einwohner und Gebäude  im Gebiet der Landgemeinde Dźwierzuty (Mensguth, Dorf) im Powiat Szczycieński (Kreis Ortelsburg), bis 1998 der Woiwodschaft Olsztyn, seither der Woiwodschaft Ermland-Masuren zugehörig.
Kirchlich ist Byki wie vor 1945 Friedrikenberg evangelischer- wie katholischerseits nach Dźwierzuty orientiert.
Nach Byki führen heute nur noch unwegsame Landwege: sowohl von der Straße Dźwierzuty–Sąpłaty (Samplatten) als auch Małszewko (Malschöwen).